# Stadion Miejski w Kędzierzynie-Koźlu
Stadion Miejski w Kędzierzynie-Koźlu – stadion w Kuźniczce, dzielnicy Kędzierzyna-Koźla. Stadion może pomieścić do około 3000 osób. Stadion posiada oświetloną murawę, cztery boiska do siatkówki plażowej, bieżnię lekkoatletyczną, boiska do koszykówki, saunę, studio fitness, siłownię, miejsca noclegowe dla małych grup. Obiekt jest monitorowany. 
Na stadionie  rozgrywa swoje mecze Chemik Kędzierzyn-Koźle. Obecnie stadion należy do miasta i do MOSIRU.